# Famille Casadesus
Pour les articles homonymes, voir Casadesus.
La famille Casadesus ([kazadsy]) est une famille française originaire d'Espagne qui compte de nombreux artistes.

## Historique

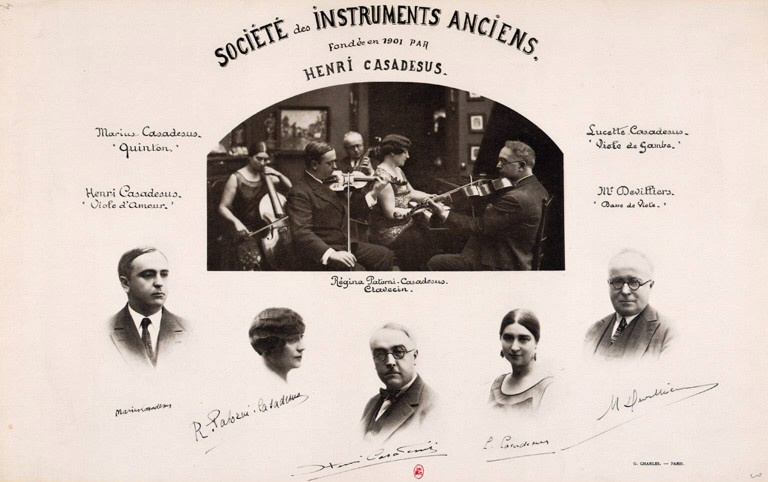
Société des instruments anciens fondée en 1901 par Henri Casadesus. Carte postale avec Henri, Marius, Lucette, Régina Casadesus et M. Devilliers (BNF)

Luis Casadesus (Figueras, 26 mars 1850 – Paris, 19 juin 1919) est un émigré catalan qui rêve d'être violoniste. Fils de l'actrice Francesca Casadesus dite Ramadié et de l'écrivain Paul de Kock, il doit gagner sa vie, d'abord comme typographe puis comme comptable mais la nuit, il dirige des orchestres de café-concert. On lui doit une méthode d'enseignement moderne de la guitare, publiée en 1913. Il se promet que ses enfants auront la chance de devenir musiciens.
De son mariage avec Mathilde Sénéchal, naissent treize enfants dont neuf atteignirent l'âge adulte ; huit d'entre eux seront musiciens,.
Parmi les descendants de cette fratrie, nombre d'entre eux ont choisi une carrière artistique.

## Liens de filiation entre les personnalités notoires
- Paul de Kock épouse Francesca Casadesus dite Ramadié.
  - Luis Casadesus (1850-1919), typographe, comptable, chef d'orchestre de café-concert. Il épouse Mathilde Sénéchal (1850-1907). De ce mariage naissent 13 enfants dont 9 atteignent l'âge adulte.
    - Francis Casadesus (1870-1954), compositeur. Le 14 avril 1904, il épouse Eugénie Vaux (1876-1907) dans le 9e arrondissement de Paris.
      - Jules Raphaël Casadesus (1902-1989), journaliste, homme de lettres. Il épouse Yvonne Lataix (1901-1987).
        - Odette Casadesus (1925-1999), poétesse. Elle épouse Georges Chambily (1917-1974).
          - Axel Casadesus (1957), compositeur, organiste et mathématicien.

    - Rose Casadesus (1873-1944), professeur de piano[5].
    - Robert-Guillaume Casadesus (1878-1940), dit « Robert Casa », comédien, pianiste et chanteur. Il épouse Mlle Varnay.
      - Robert Casadesus (1899-1972), pianiste et compositeur. Il épouse Gabrielle L'Hôte (1901-1999) dite Gaby Casadesus.
        - Jean Casadesus (1927-1972), pianiste. Il épouse Evie Girard (1925-2013).

    - Henri Casadesus (1879-1947), violoniste, compositeur, cofondateur de la « Société des instruments anciens ». Il épouse Renée Delerbat puis en secondes noces Marie-Louise Beetz (1892-1970).
      - (1) Catherine Casadesus (1902-1985), violoniste. Elle épouse André Gaudin (1902-1986), baryton de l'Opéra comique[6].
      - (1) Jacqueline Casadesus (1903-1976), pianiste, chanteuse et comédienne. Elle épouse Xavier de Courville (1894-1984), comédien[7].
        - Renée de Courville (1938-2019), comédienne et danseuse[8].
        - Bernadette Bernard (1942-2014), comédienne et mime[9]

      - (2) Christian Casadesus (1912-2014), comédien et directeur de théâtre. Il épouse Micheline Ramette (1935-2019).
        - Frédérick Casadesus (né en 1959), journaliste et écrivain[10].

      - (2) Gisèle Casadesus (1914-2017), comédienne,  Sociétaire de la Comédie-Française. Elle épouse Lucien Albert Probst.
        - Jean-Claude Casadesus (1935), chef d'orchestre. Il épouse Pénélope Copeland puis en secondes noces Anne Sevestre.
          - (1) Caroline Casadesus (1962), cantatrice. Elle épouse en 1986 Jean-Étienne Cohen-Séat puis en secondes noces en 1993 le violoniste Didier Lockwood.
            - (1) David Enhco (1986), trompettiste, compositeur et leader de formations jazz.
            - (1) Thomas Enhco (1988), pianiste, violoniste et compositeur de jazz et de musique classique.
            - (2) Mathilde Lockwood (1995), musicienne et cavalière.

          - (1) Sébastien Copeland (en) (1964), photographe[11].
          - (2) Olivier Casadesus (1970), acteur et mannequin.

        - Martine Probst dite Martine Pascal (1939), comédienne. Elle épouse Willy Holt.
          - Nathalie Holt (1959), décoratrice de théâtre et peintre[12]. Elle épouse Gilles Bouillon.
            - Louise Bouillon-Holt (1994), musicienne et compositrice[13].

          - Olivier Holt (1960), chef d'orchestre[14]. Il épouse Véronique Avez-Murillo, danseuse, chorégraphe.
            - Déborah Holt (1985), infirmière.
            - Raphaël Holt (1987), cinéaste.

        - Béatrice Casadesus (1942), artiste en peinture et sculpture. Elle épouse le médecin Bruno Mailhé.
          - Juliette Mailhé (1964), comédienne.

        - Dominique Probst (1954), compositeur et percussionniste.
          - Tatiana Probst (née en 1987), chanteuse lyrique[15].
          - Barbara Probst (1989), comédienne.

      - (2) Bernard Casadesus (1923-1994), chanteur, musicologue[16].

    - Marcel Casadesus (1882-1914), violoncelliste et viole de gambe, épouse Marie Buisson[17].
      - Claude Casadesus (1913-1997), violoncelliste, épouse Irène Lemoine[18].
        - Patrice Casadesus (1945), assistant réalisateur de cinéma, épouse Nga Vu.
          - Jean-Christophe Casadesus (1972), guitariste et professeur de musique[19].

    - Cécile Casadesus (1884-1962), pianiste, pédagogue[20]
    - Régina Casadesus (1886-1961), claveciniste, pianiste. Elle épouse Aurèle Patorni[21].
      - Raphaël Patorni (1911-1986), acteur[22].

    - Marius Casadesus (1892-1981), musicien, violoniste et compositeur. Il épouse épouse Lucette Lafitte (1892-1948) puis en secondes noces Gladys Thibaud.
      - (1) Mathilde Casadesus (1921-1965), comédienne. Elle épouse Guy Richer.
        - Lucile Casadesus (1950), danseuse[23].

      - (2) Gréco Casadesus (1951), compositeur.
        - Pablo Casadesus (2001), compositeur et producteur de musiques actuelles.

## Galerie de photos

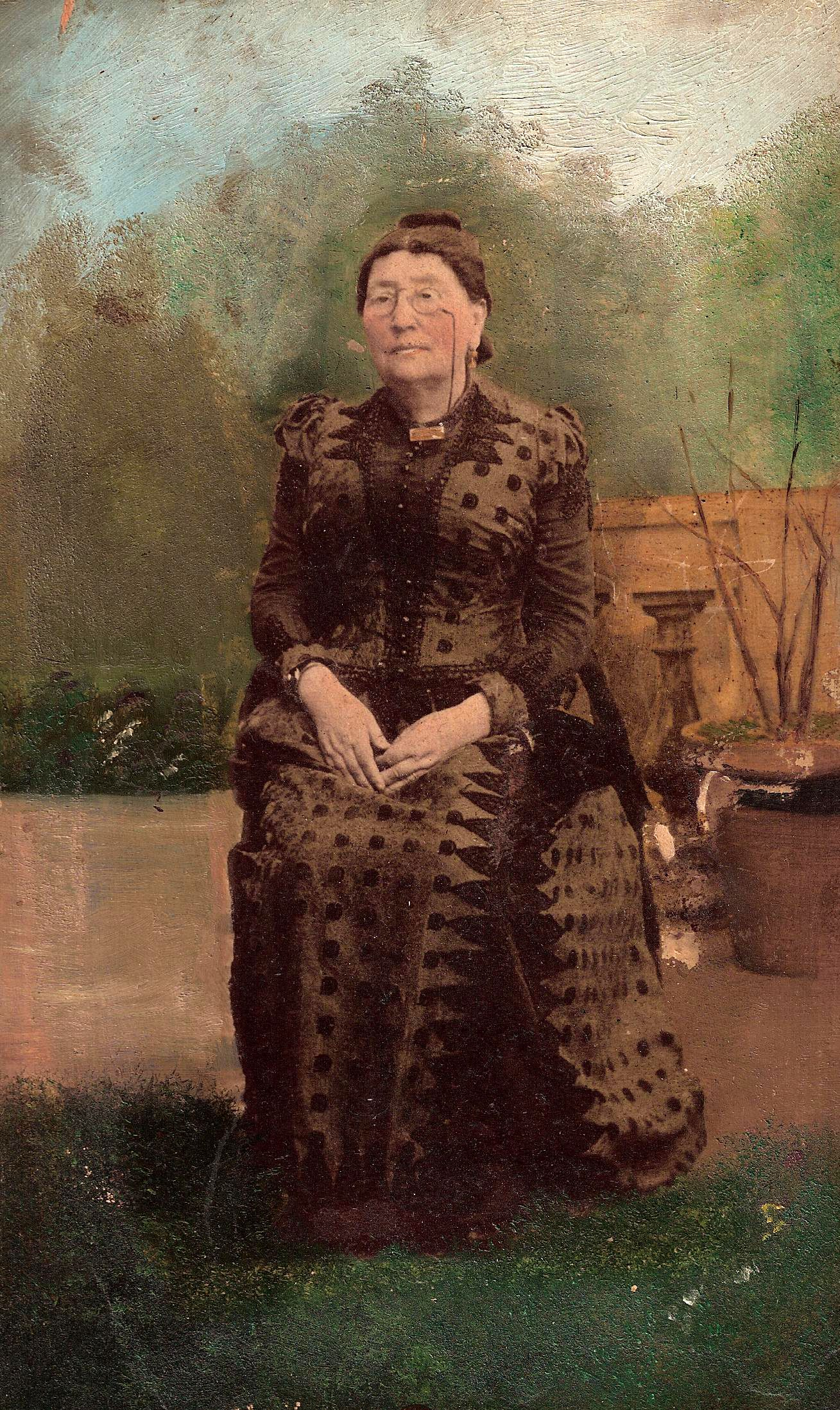
Francesca Casadesus (dite Ramadié comme nom de scène), mère de Luis Casadesus.
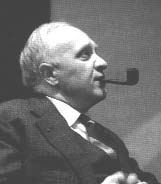
Robert Casadesus
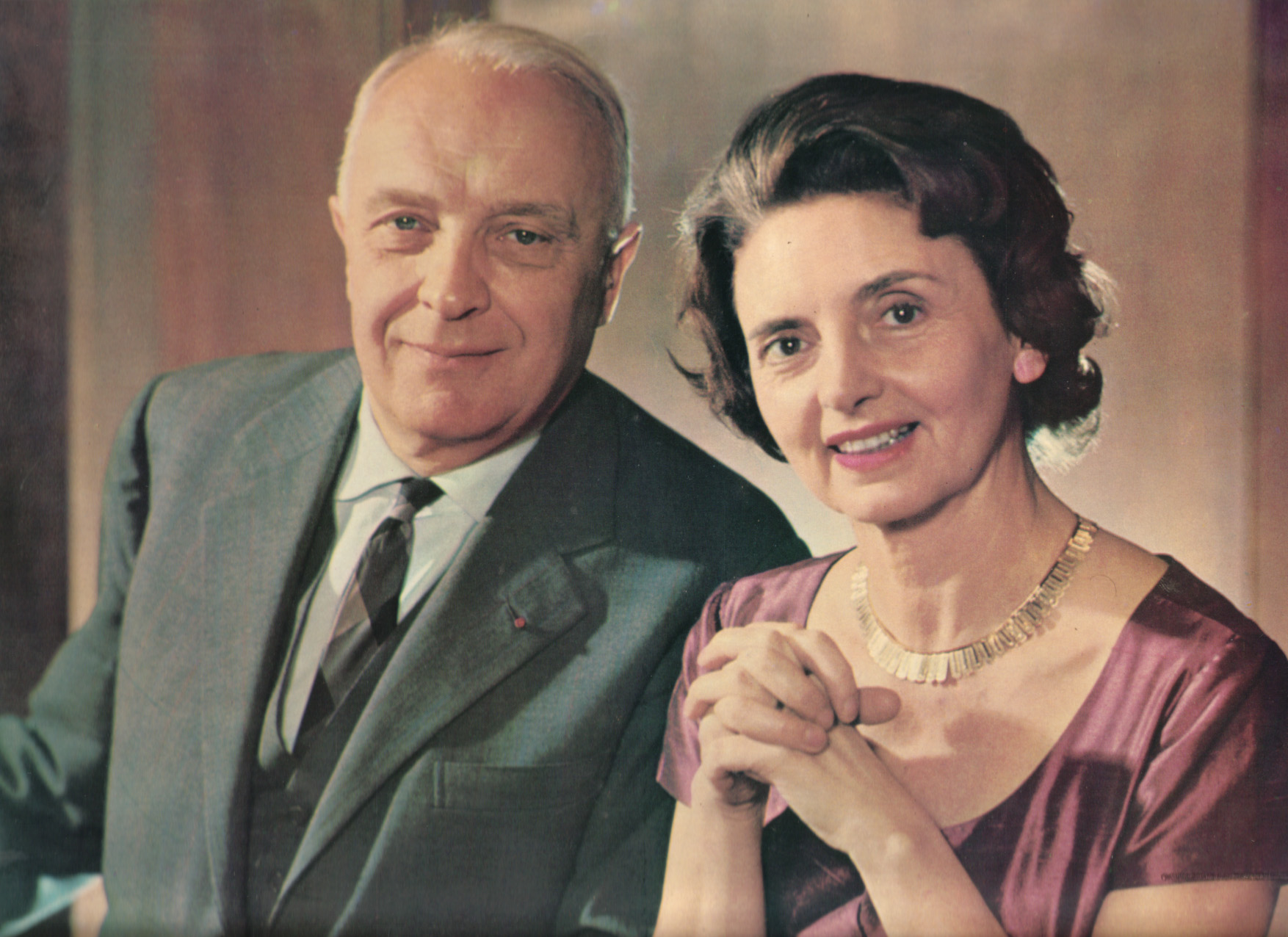
Robert et Gaby Casadesus
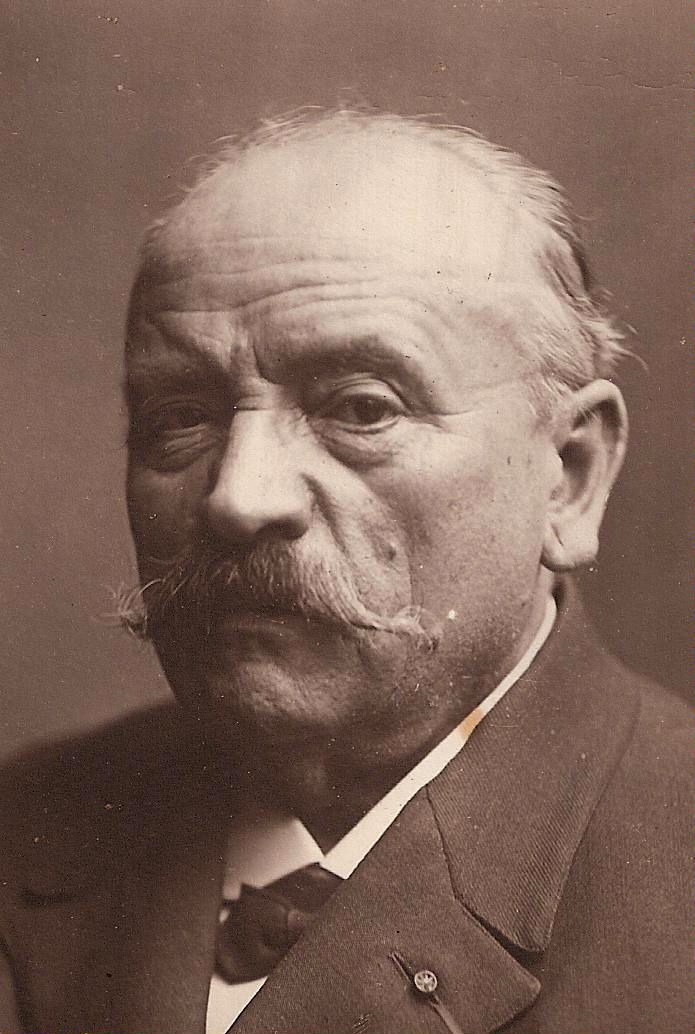
Luis Casadesus
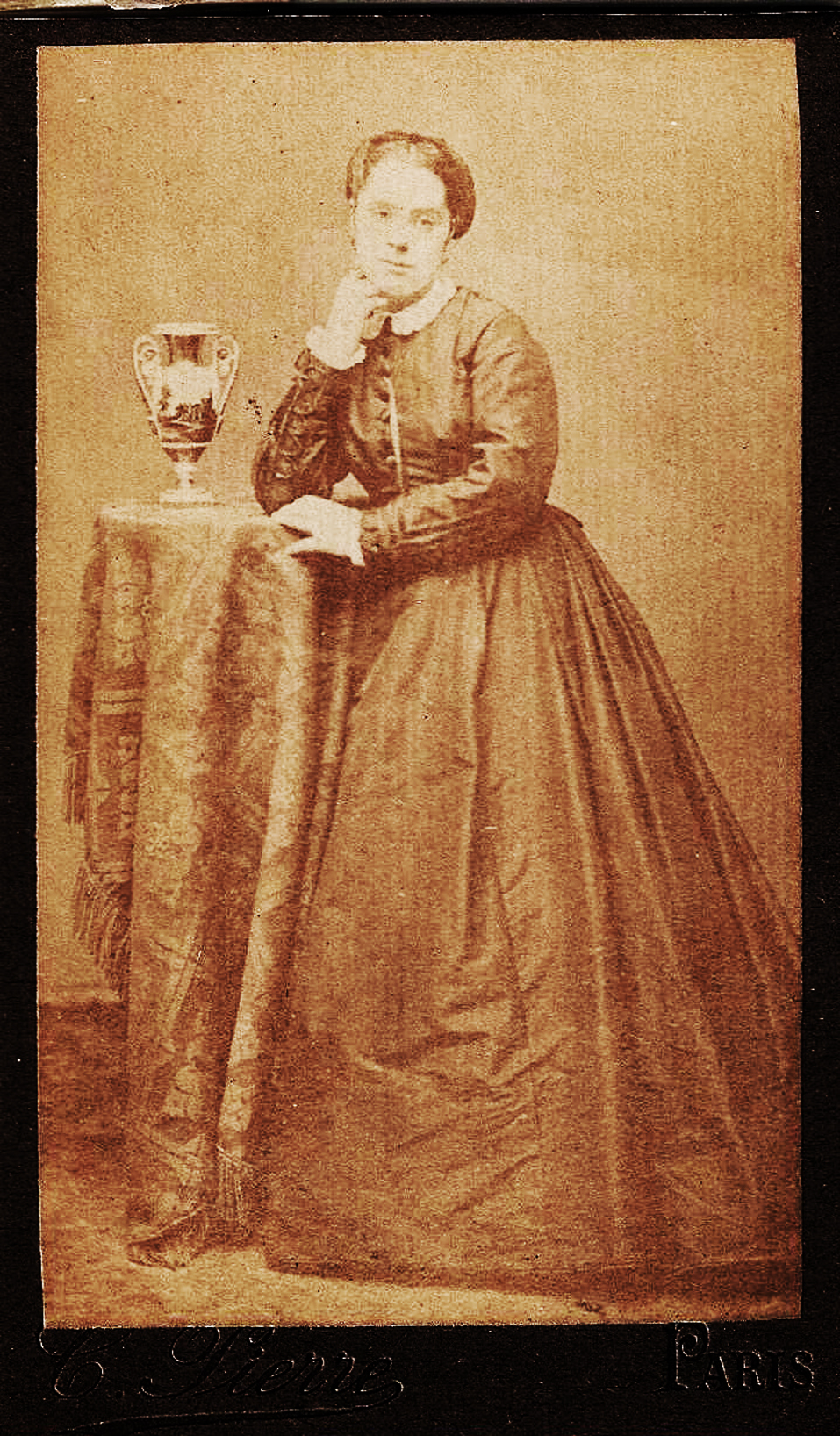
Mathilde Casadesus
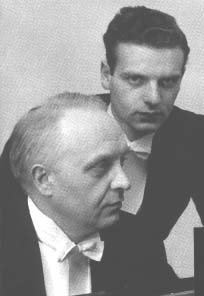
Robert et Jean Casadesus
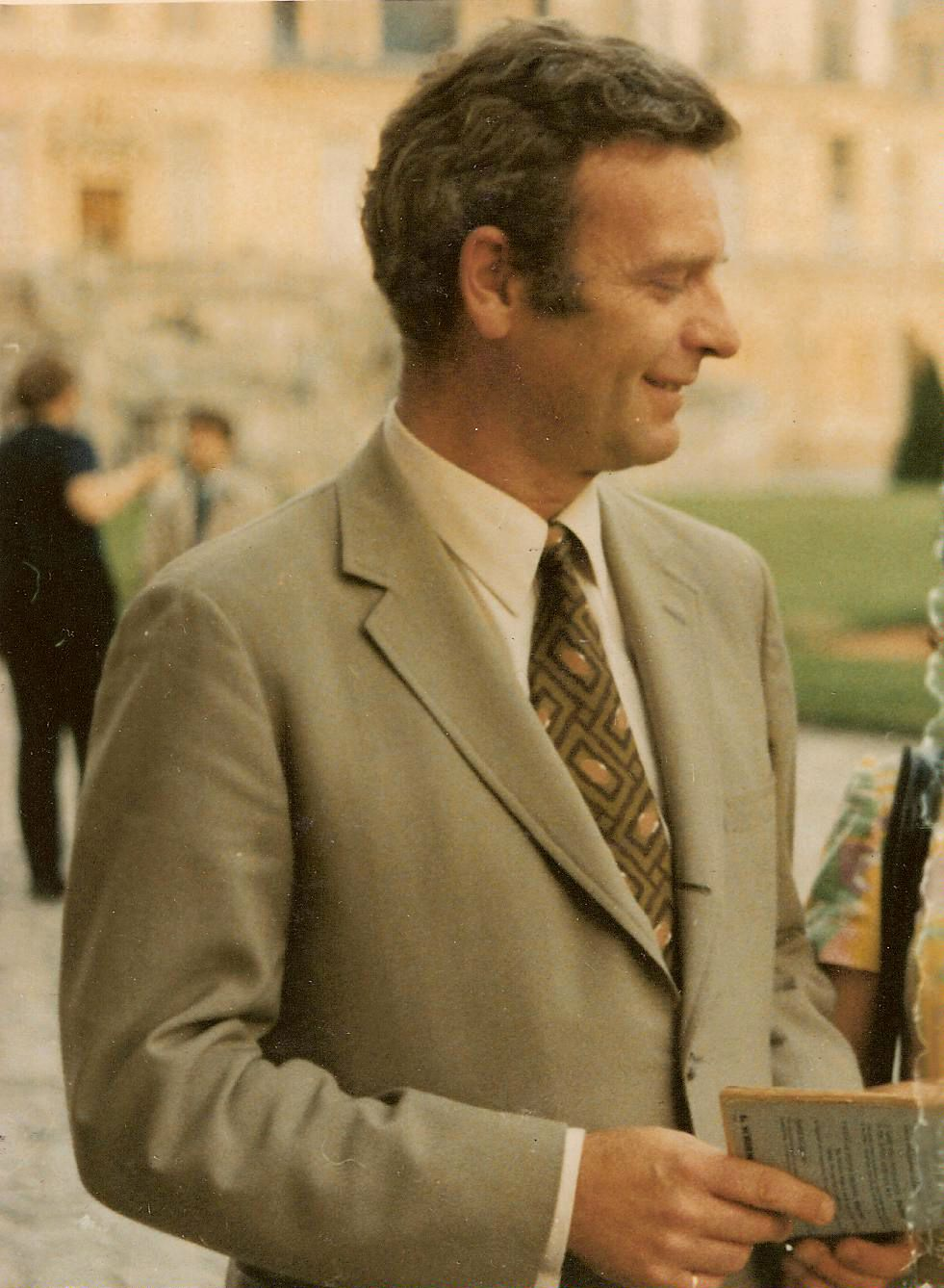
Jean Casadesus
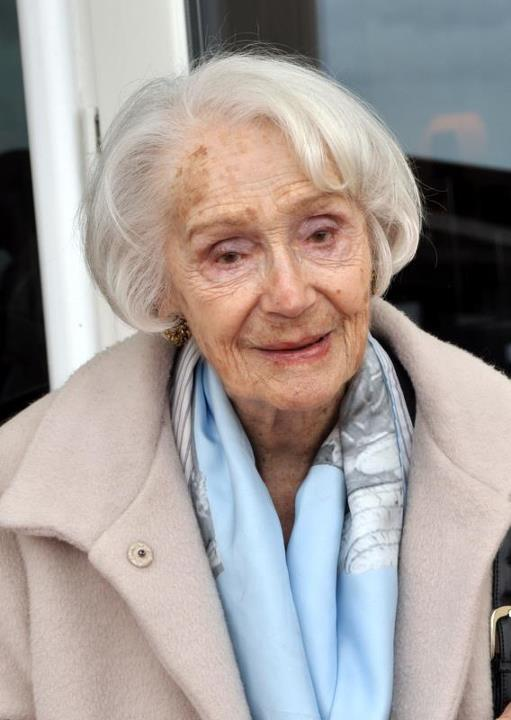
Gisèle Casadesus
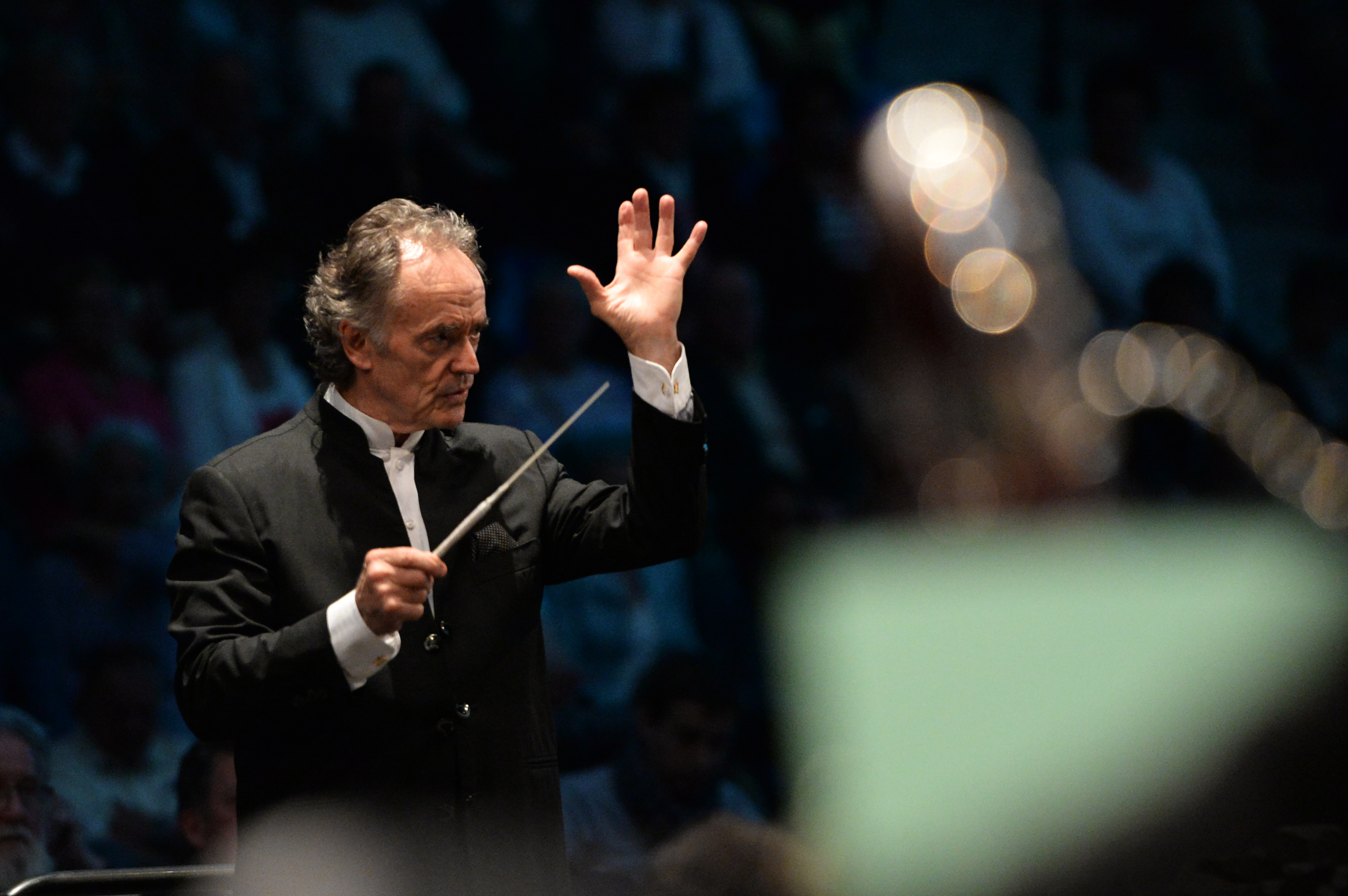
Jean-Claude Casadesus
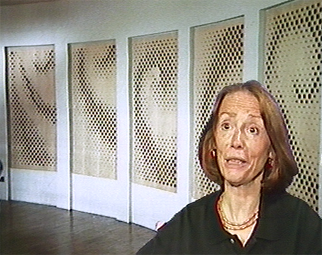
Béatrice Casadesus

## Pour approfondir